# Bio Art

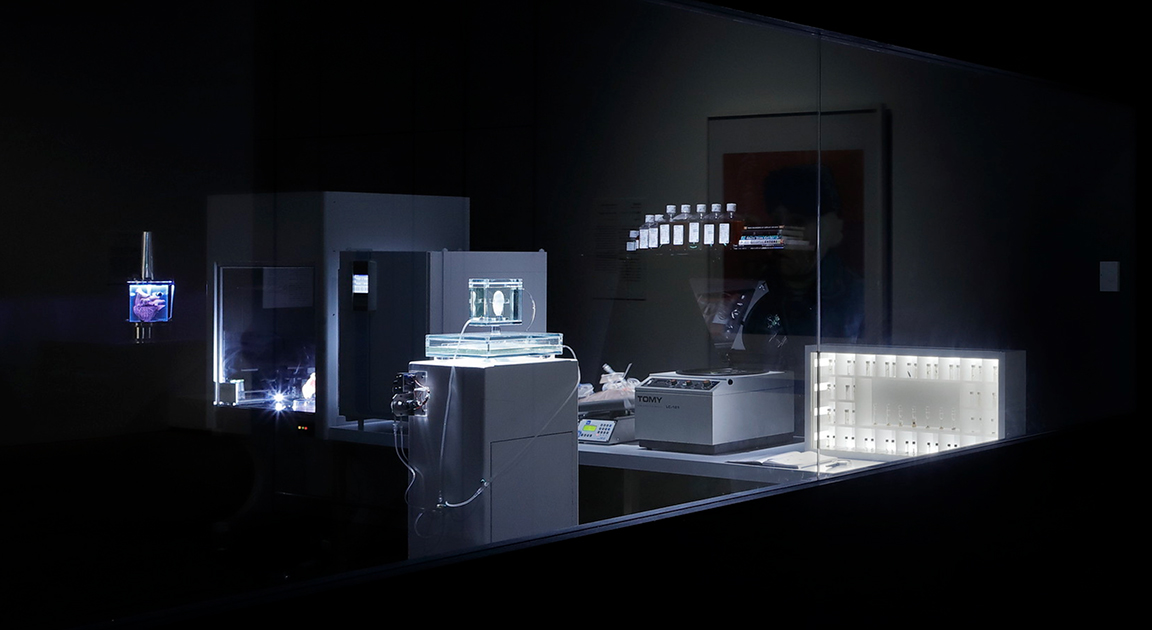
Bioatelier im Mori Art Museum 2019–2020

Bio Art ist eine Richtung der zeitgenössischen Kunst, bei der Künstler mit biologischen Medien und Verfahren arbeiten, darunter etwa Tissue Engineering, Bakterienkultur oder anderweitigen lebenden Organismen. Die Kunstwerke entstehen unter Verwendung wissenschaftlicher Methoden der Biotechnologie (z. B. Gentechnik, Gewebekultur und Klonen) in Labors, Galerien oder Künstlerateliers.
Im deutschsprachigen Raum führt Peter Weibel mit seinem Aufsatz „Biotechnologie und Kunst“ von 1981 den Begriff der Bio Art ein, wobei er damit eine Kunstrichtung definiert, die biologische Systeme als künstlerische Ausdrucksmittel verwendet. Die Schaffung von Lebewesen und die Beschäftigung mit den Biowissenschaften bringen ethische, soziale und ästhetische Fragen mit sich. Innerhalb der Bio Art gibt es eine Debatte darüber, ob jede Form der künstlerischen Auseinandersetzung mit den Biowissenschaften und deren gesellschaftlichen Konsequenzen (etwa in Form von Bildern aus der Medizin) als Teil der Kunstrichtung anzusehen sind, oder ob einzig solche Kunstwerke, die im Labor entstanden sind, unter der Bio Art zu fassen sind.

## Künstler in Laboren
In der Bio Art arbeiten Künstler häufig mit Wissenschaftlern zusammen, in einigen Fällen sind sie selbst Naturwissenschaftler. In den Biowissenschaften werden die Kunstwerke in der Regel nicht als Beitrag zur Forschung verstanden, sondern eher als Beitrag zu den gesellschaftlichen, politischen und ökonomischen Fragen, die sich aus der wissenschaftlichen Forschung ergeben. Die Kunstwerke beschäftigen sich mit vielfältigen Themen, die sich aus der Forschung ergeben, beispielsweise der Vererbung, Identität, dem Altern, Klonen, Krieg oder Kommerzialisierung von Leben. Häufig kritisieren die Künstler die Leitgedanken der Optimierung und Erweiterung, die sie in den Biowissenschaften vorfinden.
Die Bio Art ist im Kontext der Technoscience anzusiedeln. Die Künstler beschäftigen sich mit der zunehmenden Verschmelzung von Wissenschaft, Technologie und Industrie. Oftmals wird die Kunst als Akt des politischen Widerstandes verstanden, wie etwa bei dem Künstlerkollektiv Critical Art Ensemble, das sich Mitteln des Zivilen Ungehorsams bedient.

### Historische Bio Art
In früheren Jahrhunderten setzten sich Künstler kritischer mit den Bildern aus den Lebenswissenschaften auseinander und verstanden sie nicht nur als bloße Illustration biologischer Erkenntnisse, sondern als einen mit der Zeit und dem jeweiligen Stilvokabular verknüpften Prozess.
Leonardo da Vinci, geboren 1452 und bekannt für Meisterwerke wie die Mona Lisa und Das Letzte Abendmahl, war tief in der Schnittstelle von Wissenschaft und Kunst verwurzelt. Um genaue und realistische Kunst zu schaffen, führte er aus erster Hand umfangreiche anatomische Studien durch, indem er rund 30 menschliche Leichname sezieren ließ, manchmal mehrere Körper an einem einzigen Tag. Sein Streben nach Wissen in den Wissenschaften, einschließlich detaillierten Studien über Pflanzen, Optik und Licht, wurde von Da Vincis Ziel angetrieben, seine künstlerischen Darstellungen zu verbessern. Leonardos intensive Untersuchung der menschlichen Anatomie und Bewegung antizipierte die moderne Robotik, da er Anatomie mit Technik verband und Automaten entwarf, die menschliche Bewegungen nachahmten.
Ernst Haeckel war ein deutscher Biologe, Zoologe und Künstler des späten 19. und frühen 20. Jahrhunderts, der Kunst nutzte, um seine wissenschaftlichen Erkenntnisse vor der Makrofotografie und der fotografischen Mikroskopie zu illustrieren. Er zeichnete akribisch die verborgenen Feinheiten natürlicher Formen in seinen lebhaften und stilisierten Zeichnungen auf. Seine gefeierte Veröffentlichung „Kunstformen Der Natur“ von 1904 wird noch heute als „visuelles Lexikon“ lebender Organismen betrachtet. Seine Arbeit, in der Biologie und Kunst verschmolzen, förderte nicht nur den Darwinismus in Deutschland, sondern beeinflusste auch tiefgreifend Kunst, Design und Architektur des frühen 20. Jahrhunderts.
1953 stellten die Forscher Crick und Watson das Modell der Doppelhelix vor, die seitdem zur Illustration der DNA genutzt wird und für die Kunst interessant macht. So fügt etwa Salvador Dalí die Doppelhelix in seinen Gemälden Butterfly Landscape.The Great Masturbator in a Surrealist Landscape with D.N.A. (1957) oder Galacidalacidesoxiribunucleicacid (1963) ein. Diese Bilder können als anfängliche Berührung von der Kunst mit der Biologie gelesen werden. Im 21.

### Zeitgenössische Bio Art
Die Künstler begreifen Bilder aus den Biowissenschaften als einen Prozess, der an die Zeit und das jeweilige Stilvokabular geknüpft ist. 

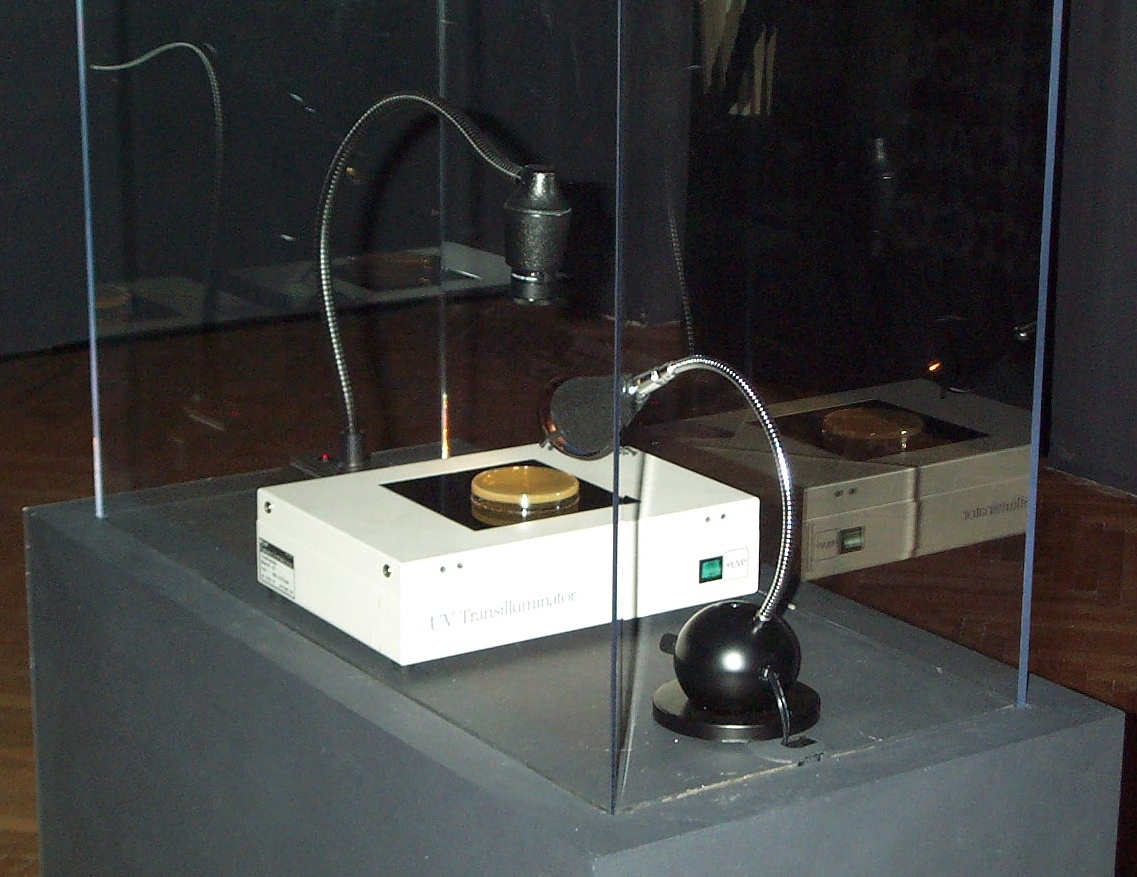
Eduardo Kac, Genesis, Ars Electronica 99

Der Begriff der transgenen Kunst (transgenic art) wurde 1998 von Eduardo Kac geprägt und bezeichnet eine Kunstform, „die mit gentechnischen Methoden arbeitet, um synthetische Gene in einen Organismus oder natürliches Genmaterial von einer Art in eine andere zu verpflanzen und so einzigartige Lebewesen zu schaffen.“ Bereits vor dieser Definition stellte Reiner Maria Matysik 1986 ein Kunstprojekt vor, das zur transgenen Kunst gezählt werden kann; er bat dabei einen deutschen Wissenschaftler darum, dessen Forschung zur Rekombination der DNA eines Glühwürmchens und einer Tabakpflanze in einem seiner Künstlerbücher zu publizieren. Das Ziel der transgenen Kunst ist es, Organismen zu schaffen, die fremde DNA in sich tragen. Kac erklärt damit Organismen, die im Labor hergestellt wurden, zu Kunstwerken. In seiner Vorstellung kann Kunst die Evolution fortschreiben und eine tatsächliche Schöpfung von neuen Lebewesen vornehmen. Zu den bekanntesten Werken von Eduardo Kac zählen Genesis (1998/99), GFP Bunny (2000) und The Eight Day (2000/2001).
Symbiotica entwickelte eines der früheren Kunst-/Wissenschaftslabore für Künstler, die an der Arbeit mit BioArt-Methoden und -Technologien interessiert sind.[2] Einige der Gründer von Symbiotica, Oron Catts und Ionat Zurr, gründeten auch das „The Tissue Culture & Art Project“. Seit den frühen 1990er Jahren arbeiten The Tissue Culture & Art Project (TC&A) mit der künstlichen Herstellung von biologischem Gewebe. Die Zellkultur dient dabei als künstlerisches Medium. Die Arbeiten von TC&A beschäftigen sich unter anderem mit im Labor gezüchteten Lebensmitteln, gewebegezüchteter Kleidung, skulpturale Formen aus der Gewebekultur und die sich verändernde Beziehung zwischen dem Lebenden und Nichtlebenden. Im Rahmen ihrer künstlerischen Forschung haben die Künstler den Begriff des „Semi-Living“ entwickelt, um eine neue Kategorie des Lebens zu beschreiben, die im Labor entstanden ist. Die Kunstwerke werden international ausgestellt und gesammelt, unter anderem von Ars Electronica, Gallery of Modern Art, Museum of Modern Art, Mori-Kunstmuseum,  National Art Museum of China, National Gallery of Victoria und Yerba Buena Center for the Arts.

Im Jahr 2004 trugen Suzanne Anker und Dorothy Nelkin mit „The Molecular Gaze“ ebenfalls dazu bei, die Integration von Molekularbiologie und künstlerischer Praxis zu etablieren. 

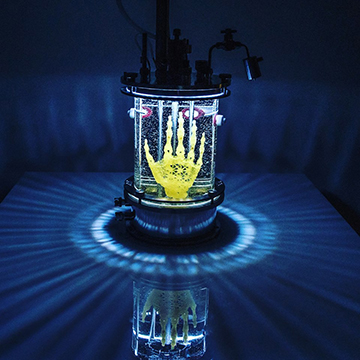
Bioart-Skulptur „Regenerative Reliquary“ von Amy Karle, 2016

Amy Karle wird dafür anerkannt, als erste Bio-Künstlerin Computerwissenschaften und Lebenswissenschaften, Biotechnologie und Infotechnologie miteinander zu verschmelzen. In den Jahren 2015–2016 schuf Karle „Regenerative Reliquary“, eine Skulptur aus biogedruckten Gerüsten für die Kultivierung menschlicher MSC-Stammzellen zu Knochen, geformt wie eine menschliche Hand und in einem Bioreaktor installiert. Im Jahr 2019 kreierte sie eine biomechanische Skulptur in Form eines schlagenden menschlichen Herzens, die in Japan ausgestellt wurde – einem Ort mit historisch großer Kontroverse um Organtransplantationen, insbesondere Herztransplantationen. Sie hat 3D-Druck und Bioprinting unter Verwendung biokompatibler Materialien eingesetzt, einschließlich Polyethylenglykoldiacrylat (PEGDA), Hydrogele und Polyimide (PI).

## Kontroversen
Kunstwerke, die lebende Materialien verwenden und mit wissenschaftlichen Prozessen sowie Biotechnologie erstellt wurden, werfen viele ethische Fragen und Bedenken auf. Bioart-Künstler haben mitunter den Fortschritt wissenschaftlicher Forschung unterstützt und Forscher bei der Erstellung ihrer Werke begleitet. Jedoch können Bioart und ihre Künstler auch Kontroversen auslösen, indem sie wissenschaftliches Denken herausfordern, mit kontroversen menschlichen oder tierischen Materialien arbeiten oder invasive Arten freisetzen, da sie nicht verpflichtet sind, bestimmten Standards wie Biosicherheit oder Biosecurity zu entsprechen. Da die Künstler der Bio Art die Konsequenzen der wissenschaftlichen Entwicklung hinterfragen, sind die Werke oftmals bewusst provozierend oder schockierend.
2007 berichtete die USA Today, dass Eduardo Kac und andere Künstler der Bio Art auf den Widerstand von Tierschutzgruppen gestoßen sind. Sie beschuldigten die Künstler, Lebewesen zu eigennützigen Zwecken zu manipulieren. Konservative Gruppen stellten zudem die Moral der transgenen Organismen und der Gewebekultur in Frage. Alka Chandna, Senior Researcher bei PETA in Norfolk, Virginia, meint, dass die transgene Manipulation von Tieren eine Fortsetzung der Nutzung von Tieren für menschliche Zwecke sei, unabhängig davon, ob damit eine Art gesellschaftspolitischer Kritik geübt wird.
Der US-amerikanische Biokünstler und Mitbegründer des Critical Art Ensembles, Steve Kurtz, wurde 2004 vom FBI wegen Verdachts auf Bioterrorismus verhaftet, nachdem bestimmte Arten von Bakterien und andere biologische Materialien in seiner Wohnung entdeckt wurden.
Viele BioArt-Projekte beschäftigen sich mit der Manipulation von Zellen und nicht ganzen Organismen, wie zum Beispiel 'Victimless Leather' vom 'Tissue Culture & Art Project'. Eine realisierte Möglichkeit, 'Leder' zu tragen, ohne ein Tier zu töten, wird als Ausgangspunkt für kulturelle Diskussionen angeboten. Unsere Absicht ist es nicht, ein weiteres Konsumprodukt bereitzustellen, sondern Fragen über unsere Ausbeutung anderer lebender Wesen aufzuwerfen. Aufgrund des schnellen Zellwachstums wurde die Ausstellung jedoch schließlich „getötet“, indem man ihr die Nährstoffe entzog, was mit der Absicht der Schöpfer übereinstimmte, die Betrachter an die Verantwortung gegenüber manipuliertem Leben zu erinnern.